# Ilovăt
Ilovăț est une commune roumaine du județ de Mehedinți, dans la région historique de l'Olténie et dans la région de développement du Sud-Ouest.

## Géographie
La commune d'Ilovăț est située dans le nord du județ, dans les collines de Motru (Piemontul Motrului), à 34 km au nord de Drobeta Turnu-Severin, la préfecture du județ.
Elle est composée des six villages suivants (population en 2002) :
- Budănești (183) ;
- Cracu Lung (82) ;
- Dâlbocița (331) ;
- Firizu (69) ;
- Ilovăț (700), siège de la municipalité ;
- Racova (215).

## Histoire
La commune a fait partie du royaume de Roumanie dès sa création en 1878.

## Religions
En 2002, 99,62 % de la population étaient de religion orthodoxe.

## Démographie
En 2002, les Roumains représentaient la totalité de la population. La commune comptait 900 ménages et 760 logements.
| 2002  | 2007  |
| ----- | ----- |
| 1 580 | 1 314 |

## Économie
L'économie de la commune est basée sur l'agriculture (arbres fruitiers), l'élevage et l'apiculture.

## Lieux et monuments
- Ilovăț, église Sf. Nicolae de 1846 ;
- racova, église en bois Sf. Nicolae de 1876.